# Denny Morrison
Denny Morrison (Chetwynd, Brits-Columbia, 8 september 1985) is een Canadees voormalig langebaanschaatser uit Fort St. John, Brits-Columbia.

## Biografie
In 2005 debuteerde Morrison op het Continentaal kampioenschap van Noord-Amerika & Oceanië (het kwalificatietoernooi voor de WK Allround). Op de vierde afstand startte hij niet en werd dus niet geklasseerd.
Met het Canadese team boekte hij op 12 november 2005 een nieuw wereldrecord achtervolging welke ze tot 11 maart 2007 zouden behouden. Op het Continentaal kampioenschap van 2006 werd hij vierde. Op de Olympische Winterspelen van Turijn won hij een zilveren medaille bij de ploegenachtervolging samen met zijn teamgenoten Steven Elm en Arne Dankers. Individueel kwam hij niet verder dan een 19e plek op de 1000 meter en een 11e plaats op de 1500 meter. Het WK Allround werd dit jaar in zijn thuishal, de Olympic Oval van Calgary, gehouden. Hij eindigde het toernooi als 5e onder andere door een goede 500 meter (4e plaats) en een uitstekende 1500 meter. Hij werd de tweede schaatser ooit die op de metrische mijl de barrière van 1.43 doorbrak. In het laatste paar reden Shani Davis en Chad Hedrick sneller, waarbij de eerstgenoemde een nieuw wereldrecord reed.
Morrison nam niet deel aan de Continentaal kampioenschappen van 2007 en 2008 maar werd wel door de Canadese schaatsbond aangewezen als deelnemer aan het WK Allround van 2007 en 2008, waar hij respectievelijk tiende en zesde werd.
Tijdens het WK Afstanden in het Japanse Nagano behaalde Denny Morrison een derde plaats op de 1000 meter maar schaatste naar een nieuw baanrecord van 1.45,22 op de 1500 meter, waarmee hij de gouden medaille won. Hij werd vierde op de ploegenachtervolging.
Minder dan een week later schaatste Morrison naar een nieuw wereldrecord op de 1500 meter tijdens de ING Finale in de Olympic Oval in Calgary. Het oude wereldrecord van 1.42,32 stond op naam van zowel Shani Davis als Erben Wennemars. Ongeveer een jaar lang had Denny Morrison met 1.42,01 het wereldrecord in handen tot Shani Davis 1.41,80 reed tijdens de wereldbekerfinale in Salt Lake City.
Hij wist zich niet te kwalificeren voor de Olympische Spelen van 2014 in Sotsji, maar Gilmore Junio stond zijn startplek op de 1000 meter aan hem af, omdat hij hem een grotere kans op succes toedichtte. Op de 1000 meter won Morrison zilver achter de Nederlander Stefan Groothuis. Het verhaal haalde veel media in Canada. De aandacht voor Morrison en Junio ging ook uit naar hun speciale begroeting; de Gilmorrison. Op de 1500 meter haalde hij brons op 0,22 seconde afstand van Koen Verweij en de winnaar Zbigniew Bródka.
In mei 2015 raakte Morrison door een motorongeluk zwaargewond waarbij hij zijn bovenbeen brak, diverse organen, waaronder zijn hart, beschadigd raakten met daarbij een zware hersenschudding. Doordat ook zijn voorste kruisband afscheurde liep hij het seizoen 2015/2016 mis. Op 23 april 2016 merkte Josie Spence, een collega-schaatsster, dat Morrison een beroerte kreeg. Uit scans bleek later dat Morrison een bloedprop in zijn hersenen had, en een inwendige scheuring van de halsslagader. Zijn rentree maakte hij op 25 september 2016 tijdens een trainingswedstrijd in Calgary waar hij met 3.42,21 op de 3000 meter een persoonlijk record schaatste.
In februari 2020 maakte Morrison zijn afscheid als professioneel schaatser bekend.

## Records

### Persoonlijk records
| Afstand      | Tijd     | Datum             | Baan           |
| ------------ | -------- | ----------------- | -------------- |
| 500 meter    | 34,85    | 28 december 2007  | Calgary        |
| 1000 meter   | 1.07,11  | 7 maart 2009      | Salt Lake City |
| 1500 meter   | 1.42,01  | 14 maart 2008     | Calgary        |
| 3000 meter   | 3.40,44  | 23 september 2017 | Calgary        |
| 5000 meter   | 6.19,91  | 1 december 2017   | Calgary        |
| 10.000 meter | 13.41,65 | 31 december 2007  | Calgary        |

### Wereldrecords
| Nr. | Afstand       | Tijd     | Datum            | Baan    |
| --- | ------------- | -------- | ---------------- | ------- |
| 1.  | Achtervolging | 3.39,69* | 12 november 2005 | Calgary |
| 2.  | 1500 meter    | 1.42,01  | 14 maart 2008    | Calgary |

* samen met Arne Dankers en Steven Elm

## Resultaten
| Jaar | CK N-Amerika | WK Allround | WK Sprint | WK Afstanden                             | Olympische Spelen                                 | Wereldbeker                                 | WK Junioren |
| ---- | ------------ | ----------- | --------- | ---------------------------------------- | ------------------------------------------------- | ------------------------------------------- | ----------- |
| 2003 |              |             |           |                                          |                                                   |                                             | 10e         |
| 2004 |              |             |           |                                          |                                                   |                                             | 4e          |
| 2005 | NS4          |             |           |                                          |                                                   |                                             | 4e          |
| 2006 | 4e           | 5e          |           |                                          | 19e 1000m · 11e 1500m · achtervolging             | 1500m · achtervolging                       |             |
| 2007 |              | 10e         | 7e        | 20e 500m · 1000m · 1500m · achtervolging |                                                   | 11e 1000m · 1500m                           |             |
| 2008 |              | 6e          | 7e        | 1000m · 1500m · 4e achtervolging         |                                                   | 1000m · achtervolging                       |             |
| 2009 |              | 7e          | 5e        | 1000m · 1500m · 6e achtervolging         |                                                   | 1000m · 7e 1500m · achtervolging            |             |
| 2010 | NS4          |             |           |                                          | 09e 1500m · 13e 1000m · 18e 5000m · achtervolging | 46e 500m · 5e 1000m · 1500m · achtervolging |             |
| 2011 |              |             | 7e        | 5e 1000m · 6e 1500m · achtervolging      |                                                   | 5e 1000m 8e 1500m 4e achtervolging          |             |
| 2012 |              |             | 13e       | 4e 1000m · 1500m · 4e achtervolging      |                                                   | 6e 1000m 19e 1500m 6e achtervolging         |             |
| 2013 |              |             |           | 13e 1500m 7e achtervolging               |                                                   | 6e 1000m 19e 1500m 6e achtervolging         |             |
| 2014 |              |             |           |                                          | 1000m · 1500m · 4e achtervolging                  | 1000m · 7e 1500m · 6e achtervolging         |             |
| 2015 |              | 7e          |           | 4e 1000m · 1500m · achtervolging         |                                                   | 5e 1000m · 1500m · 52e 5k/10k               |             |
|      |              |             |           |                                          |                                                   |                                             |             |
| 2017 |              |             |           |                                          |                                                   | 46e 1000m 31e 1500m                         |             |
| 2018 |              | NC17        |           |                                          | 13e 1500m 7e achtervolging                        | 26e 1000m 12e 1500m 43e 5k/10k              |             |

### Wereldbekerwedstrijden
| Jaar | 500m                                                           | 1000m                            | 1500m               | 5k/10k                 | Achtervolging |
| ---- | -------------------------------------------------------------- | -------------------------------- | ------------------- | ---------------------- | ------------- |
| 2004 |                                                                |                                  | -, -, -, -, 7e      |                        |               |
| 2005 |                                                                | -, -, -, -, 6e, 4e, -, -, -      | 19e, 12e, -, 10e, - | 23e, 17e, -, 25e, -, - | 6e, 4e, 4e    |
| 2006 |                                                                | 10e, 12e, -, -, , -, -, -, -, 5e | 1e, 4e, 4e, , 4e    |                        | , , -         |
| 2007 | 5e, -, 14e, -, -, -, -, -, -, -, 20e, -                        | 11e, , 5e, -, -, -, -, -, -,     | 7e, 6e, 6e, , -,    | -, -, 22e*, -, -, -    | , -, -        |
| 2008 | 4e, -, 1e, 4e, 19e, 18e, 18e, 17e, 16e, 16e, 18e, 4e, 17e, 18e | dq, 8e, , , 4e, ,                | , 19e, -, , , -,    |                        | , 4e, -, -    |
| 2009 | -, 23e, 11e, 6e, 10e, 8e, 3e, 7e, 3e, -, -, 9e, -              | 6e, 7e, 6e, 7e, ,                | 8e, 19e, -, , -,    | 19e, -, -, -, -, -     | , 4e,         |
| 2010 | 24e, -, -, -, -, -, -, -                                       | 6e, 12e, , 12e                   | , 10e, -, , 5e      |                        | -, , -        |

cursief = B-groep
- = geen deelname
* = 10000m
dq = gediskwalificeerd

### Medaillespiegel
| Kampioenschap     | Goud · | Zilver · | Brons · |
| ----------------- | ------ | -------- | ------- |
| Olympische Spelen | 1      | 2        | 1       |
| WK Afstanden      | 2      | 4        | 3       |
| Wereldbeker       | 2      | 5        | 3       |

2006: Anesi/Donagrandi/Fabris/Sanfratello ·
2010: Morrison/Giroux/Makowsky ·
2014: Blokhuijsen/Kramer/Verweij ·
2018: Bøkko/Henriksen/Nilsen/Pedersen ·
2022: Engebråten/Kongshaug/Pedersen